# 水上池 (奈良市)
水上池（みずかみいけ、みずがみいけ）は、奈良県奈良市にあるため池。奈良市最大のため池で、県の景観資産に登録されている。皿池であるが、土盛りの堤は見られず周辺の土地より水面が下にある掘り込み型だと考えられている。

## 概要
平城宮跡北側の第一次大極殿や遺構展示館付近、ウワナベ古墳群付近にあるため池。
池を東西に分けるように中心を横切るように中提があり、水質は堤の北と南で異なることもあり、水門で締め切ることもできる。岸の南岸側は民家が狭りコンクリートで護岸。北側はアシが茂る自然護岸となっている。また南西側には木が朽ちて崩落した大量の釣り桟橋が撤去されないまま残っている。
大きさは14ha、周囲は1.5kmもあり、奈良市最大のため池となっている。
また水上池がいつ建設されたかだが、『日本書紀』の垂仁天皇記において「倭の狭城池（さきいけ）及び速見池をつくる」という記述他「西暦6年に全国各地に800の池を築造した」という話の中に「大和」の「狭城池」という具体的な記述があり、この狭城池は佐紀沢（さきぬ）とされる。佐紀沢は万葉集でも
の他
など佐紀沢という言葉が出てくる。そして「佐紀沢は水上池である」という説があり、実際は狭山池より古く、日本最古の溜池である可能性でさえあるということになる。江戸時代に築造された記録もあるが、この時代には古くからある池を大規模改修する試みが多く行われたこともあり、作られたのが江戸時代かはわからない。そしてもしその説が事実であれば平城京遷都より古いことになる。
この池では四季を通じて野鳥が飛来する為観光スポットとなっている。下記ではその野鳥をリストにしている。

### 水上池で確認できる野鳥
- カワウ
- ミコアイサ
- コブハクチョウ
- カイツブリ
- ハシビロガモ
- オオバン
- マガモ
- コガモ
- アオサギ
- カンムリカイツブリ
- オシドリ
- カルガモ
- スズメ
- モズ
- ハクセキレイ
- ヒヨドリ
- シジュウカラ
- ダイサギ
- メジロ
- ツグミ
- エナガ
- オナガガモ
- キジバト
- ハシボソガラス
- ムクドリ
- セグロセキレイ
- ハジロカイツブリ
- ジョウビタキ
- オカヨシガモ
- カワセミ
- カワラヒワ
- ホシハジロ
- コゲラ
- キンクロハジロ
- アオジ
- セッカ
- チョウゲンボウ
- オオヨシキリ
- トモエガモ
- ケリ
- コアジサシ
- ヒバリ
- ウグイス
- キジ
- カワアイサ
- ウミアイサ
- オオタカ
- ヒドリガモ
- ハシブトガラス
- チュウサギ
- ウミネコ
- ホオジロ
- キセキレイ
- ノスリ
- ルリビタキ
- コサギ
- ミサゴ
- ハイタカ
- バン
- タシギ
- ホオアカ
- アカハラ
- ヤマガラ
- シメ
- コチドリ
- アトリ
- アマサギ
- ヒガラ
- オオカワラヒワ
- ヒレンジャク

## アクセス
- JR、近鉄奈良駅から「大和西大寺駅（12・14系統）」・「航空自衛隊」行き乗車、「航空自衛隊」バス停下車、西に徒歩5分、又は「大和西大寺駅（12・14系統）」行き乗車、「平城宮跡・遺構展示館」バス停下車、北に徒歩5分[3]
- 近鉄大和西大寺駅（北口）から「JR奈良駅西口」行き乗車、「平城宮跡・遺構展示館」バス停下車、北に徒歩5分、又は「航空自衛隊」バス停下車、西に徒歩5分[3]
- 近鉄大和西大寺駅より約30分[1]

- 近鉄大和西大寺駅から東に徒歩20分、近鉄新大宮駅から北西に徒歩25分[3]